# 川満俊輝
川満 俊輝（かわみつ としき、1995年8月4日 - ）は、日本のプロボクサー。沖縄県・宮古島出身。第46代日本ライトフライ級王者。三迫ジム所属。

## 来歴
宮古工業高校卒業後、第一工業大学に入学。なお、後の世界王者比嘉大吾は高校ボクシング部時代の同級生だった。
2018年11月18日、NTTクレドホールで糸賀純一を相手にプロデビュー戦を行い4回2分40秒3-0（40-36×3）で負傷判定勝ち
2019年2月11日、NTTクレドホールでハンダヤスシと対戦し、4回3-0（40-36×3）で判定勝ちを収めた。
2019年8月8日、後楽園ホールで福田康輔と対戦し、4回3-0（40-36×3）で判定勝ちを収めた。
2019年11月9日、後楽園ホールで高田勇仁と対戦し、6回51秒TKO勝ちを収めた。
2020年10月3日、後楽園ホールで野田賢史と対戦し、4回2分16秒TKO勝ちを収めた。
2021年1月29日、後楽園ホールで安藤教祐と対戦し、初回46秒TKO勝ちを収めた。
2021年7月14日、後楽園ホールでWBOアジア太平洋ミニマム級王者重岡銀次朗とWBOアジア太平洋同級タイトルマッチを行うも、プロ初黒星となる2回2分5秒TKO負けで王座獲得に失敗した。
2022年8月7日、枚方市総合体育館でシットヒサク・シムシーと対戦し、3回48秒TKO勝ちを収め、再起に成功した。
2023年5月20日、墨田区総合体育館でメルビン・マナンキルと対戦し、8回判定3-0（80-72×2、79-73）で判定勝ちを収めた。
2023年12月17日、神戸ポートピアホテルにて日本ライトフライ級王者大内淳雅と日本同級タイトルマッチを行い、2回1分TKO勝ちで王座獲得に成功した。
2024年5月4日、後楽園ホールにて日本ライトフライ級1位安藤教祐と日本同級タイトルマッチを行い、6回2分29秒TKO勝ちで初防衛に成功した。
2024年12月10日、後楽園ホールにて日本ライトフライ級6位大橋波月と日本同級タイトルマッチを行い、2回2分18秒TKO勝ちで2度目の防衛に成功した。
2025年4月8日、後楽園ホールにて日本ライトフライ級1位高見享介と日本同級タイトルマッチを行うも、6回2分26秒TKO負けを喫し3度目の防衛に失敗、王座から陥落した。

## 戦績
- アマチュアボクシング - 50戦35勝15敗
- プロボクシング - 13戦11勝（7KO）2敗

| 戦           | 日付           | 勝敗 | 時間    | 内容        | 対戦相手                 | 国籍       | 備考                                    |
| ------------ | -------------- | ---- | ------- | ----------- | ------------------------ | ---------- | --------------------------------------- |
| 1            | 2018年11月18日 | ☆    | 4R 2:40 | 負傷判定3-0 | 糸賀純一（広島三栄）     | 日本       | プロデビュー戦 糸賀の負傷による判定     |
| 2            | 2019年2月11日  | ☆    | 4R      | 判定3-0     | ハンダヤスシ（広島三栄） | 日本       |                                         |
| 3            | 2019年8月8日   | ☆    | 4R      | 判定3-0     | 福田康輔（神奈川渥美）   | 日本       |                                         |
| 4            | 2019年11月9日  | ☆    | 6R 0:51 | TKO         | 高田勇仁（ライオンズ）   | 日本       | DANGANB級トーナメントミニマム級決勝     |
| 5            | 2020年10月3日  | ☆    | 4R 2:16 | TKO         | 野田賢史（帝拳）         | 日本       |                                         |
| 6            | 2021年1月29日  | ☆    | 1R 0:46 | TKO         | 安藤教祐（KG大和）       | 日本       |                                         |
| 7            | 2021年7月14日  | ★    | 2R 2:05 | TKO         | 重岡銀次朗（ワタナベ）   | 日本       | WBOアジア太平洋ミニマム級タイトルマッチ |
| 8            | 2022年8月7日   | ☆    | 3R 0:48 | TKO         | シットヒサク・シムシー   | タイ       |                                         |
| 9            | 2023年5月20日  | ☆    | 8R      | 判定3-0     | メルビン・マナンキル     | フィリピン |                                         |
| 10           | 2023年12月17日 | ☆    | 2R 1:00 | TKO         | 大内淳雅（姫路木下）     | 日本       | 日本ライトフライ級タイトルマッチ        |
| 11           | 2024年5月4日   | ☆    | 6R 2:29 | TKO         | 安藤教祐（KG大和）       | 日本       | 日本王座防衛1                           |
| 12           | 2024年12月10日 | ☆    | 2R 2:18 | TKO         | 大橋波月（湘南龍拳）     | 日本       | 日本王座防衛2                           |
| 13           | 2025年4月8日   | ★    | 6R 2:26 | TKO         | 高見享介（帝拳）         | 日本       | 日本王座陥落                            |
| テンプレート |                |      |         |             |                          |            |                                         |

## 獲得タイトル
- 2019年度B級トーナメントミニマム級優勝
- 第46代日本ライトフライ級王座（防衛2）